# Cyrtodactylus cucdongensis
Espèce
Cyrtodactylus cucdongensis est une espèce de geckos de la famille des Gekkonidae.

## Répartition
Cette espèce est endémique de la province de Khánh Hòa au Viêt Nam.

## Étymologie
Son nom d'espèce, composé de cucdong et du suffixe latin -ensis, « qui vit dans, qui habite », lui a été donné en référence au lieu de sa découverte, le cap Cuc Dong.

## Publication originale
- Schneider, Phung, Le, Nguyen & Ziegler, 2014 : A new Cyrtodactylus (Squamata: Gekkonidae) from Khanh Hoa Province, southern Vietnam. Zootaxa, no 3785 (4), p. 518–532.